# Paradorydium dimorphum
Paradorydium dimorphum är en insektsart som beskrevs av Rauno E. Linnavuori 1962. Paradorydium dimorphum ingår i släktet Paradorydium och familjen dvärgstritar. Inga underarter finns listade i Catalogue of Life.